# Michael Gaunt
Michael Gaunt est un acteur de films pornographiques américain des années 1970 et 1980.

## Distinctions
- 1988 : AVN Award Meilleur acteur dans un second rôle - Film (Best Supporting Actor - Film) pour Firestorm II

## Filmographie succincte
- All Men Are Mortal (1995)
- Firestorm II (1987)
- Sexually Altered States (1986)
- Candy Stripers Part II (1985)
- Inside Jennifer Welles (1977)